# Cephalallus obertheuri
Cephalallus obertheuri is een keversoort uit de familie boktorren (Cerambycidae). De wetenschappelijke naam van de soort is voor het eerst geldig gepubliceerd in 1905 door Sharp.